# Papyrussångare

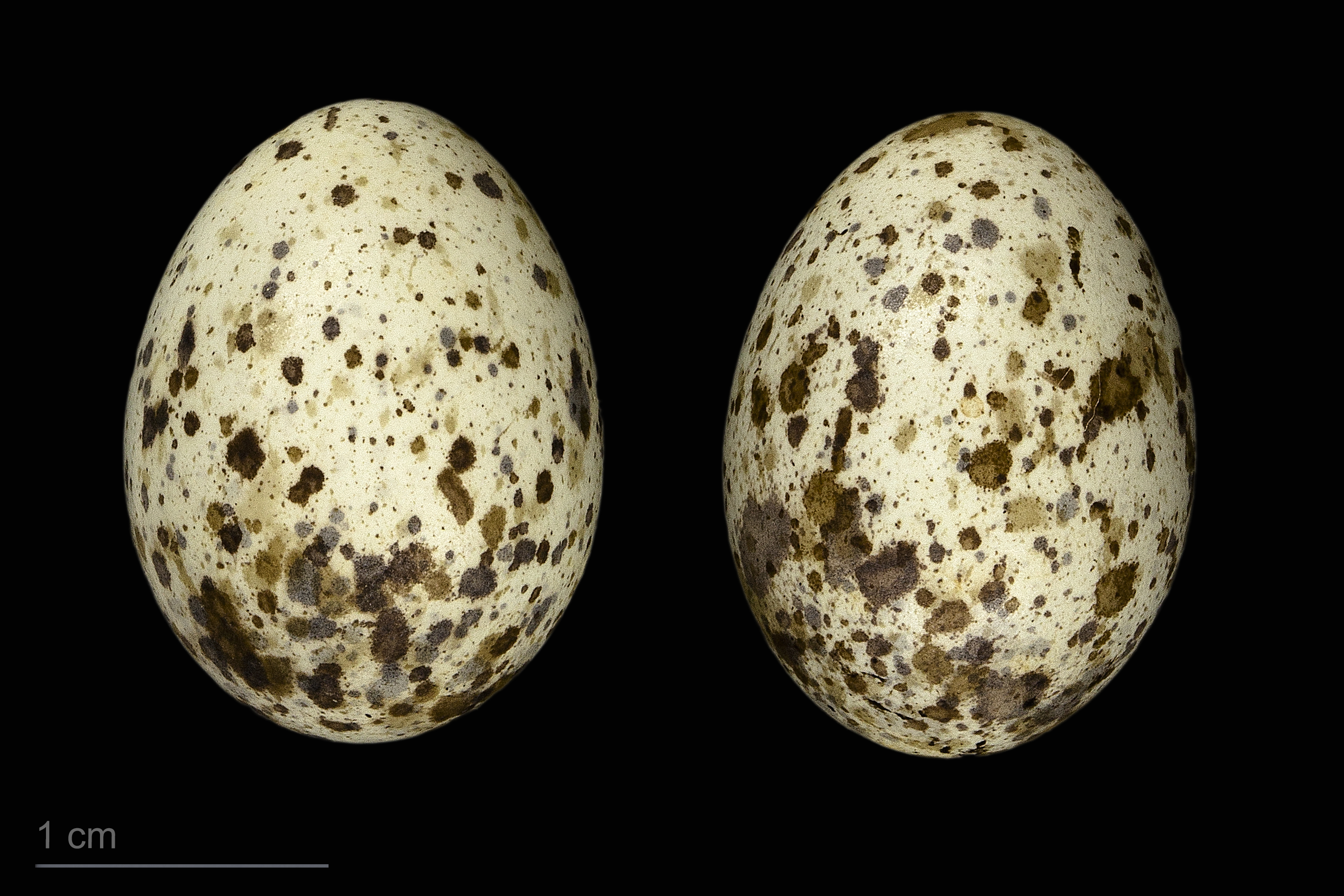
Acrocephalus stentoreus stentoreus

Papyrussångare (Acrocephalus stentoreus) är en tätting i familjen rörsångare som förekommer i stora delar av södra Asien samt i Egypten.

## Kännetecken

### Utseende
Papyrussångaren är en stor rörsångare med en kroppslängd på 16-18 centimeter. Den är i flera avseenden lik trastsångaren, men skiljer sig framför allt genom den långa och smala näbben, kortare vingar samt längre och mer rundade stjärt. Fjäderdräkten är mörkt olivbrun ovan, solkigt brunbeige under med lite ljusare strupe. Den har ett blekt och smalt ögonbrynsstreck som sträcker sig fram till ögat.

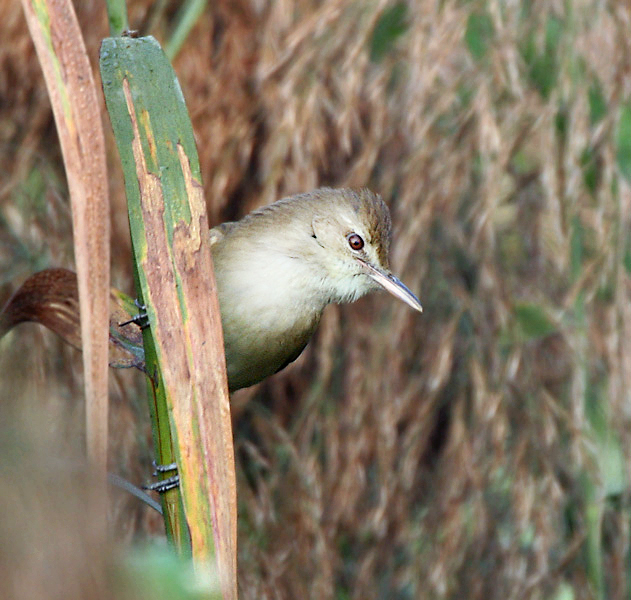
Papyrussångare av underarten brunnescens i Kolkata, Indien.

### Läten
Även lätena liknar trastsångarens, med ett grötigt track och ett hårt trrrrr. Sången är ett grovt och trevande schackrande med enstaka falsettoner, lite påminnande om björktrastars läten i gryningen.

## Utbredning och systematik
Papyrussångare delas in i tio underarter med följande utbredning:
- stentoreus-gruppen
  - Acrocephalus stentoreus stentoreus – Egypten
  - Acrocephalus stentoreus levantinus (inkluderas ofta i stentoreus[5]) – norra Israel
- brunnescens-gruppen
  - Acrocephalus stentoreus brunnescens – Arabiska halvön och Iran till Mongoliet och Indien; övervintrar i Indien
  - Acrocephalus stentoreus amyae – slättmarkerna kring floden Brahmaputra (Assam) till Myanmar och sydvästra Kina
  - Acrocephalus stentoreus meridionalis – Sri Lanka
  - Acrocephalus stentoreus harterti – Filippinerna (Luzon, Mindoro, Leyte, Bohol och Mindanao)
  - Acrocephalus stentoreus celebensis – södra Sulawesi
  - Acrocephalus stentoreus siebersi – västra Java
  - Acrocephalus stentoreus lentecaptus – sydöstra Borneo, Java och de västra Små Sundaöarna (Lombok och Sumbawa)

Hybridisering med trastsångare har noterats i södra Kazakstan.

### Familjetillhörighet
Rörsångarna behandlades tidigare som en del av den stora familjen sångare (Sylviidae). Genetiska studier har dock visat att sångarna inte är varandras närmaste släktingar. Istället är de en del av en klad som även omfattar timalior, lärkor, bulbyler, stjärtmesar och svalor. Idag delas därför Sylviidae upp i ett flertal familjer, däribland Acrocephalidae.

## Levnadssätt
Papyrussångaren häckar som namnet avslöjar helst i papyrusbestånd, men även kaveldun, bladvass, majs och liknande hög vegetation nära vatten eller i fuktiga områden. Den ses ofta födosöka i gles vass nära vattenytan.

## Status och hot
Arten har ett stort utbredningsområde och en stor population med stabil utveckling. Utifrån dessa kriterier kategoriserar IUCN arten som livskraftig (LC). Världspopulationen har inte uppskattats men den beskrivs som vanlig eller mycket vanlig i stora delar av sitt utbredningsområde.